# Estação Bonaventure
A Estação Bonaventure é uma das estações do Metrô de Montreal, situada em Montreal, entre a Estação Lucien-L'Allier e a Estação Square-Victoria–OACI. Faz parte da Linha Laranja.
Foi inaugurada em 13 de fevereiro de 1967. Localiza-se no cruzamento da Rua de la Gauchetiere com a Rua de la Cathédrale. Atende o distrito de Ville-Marie.